# Benjamin Swift
Benjamin Ian Swift –conocido como Ben Swift– (Rotherham, 5 de noviembre de 1987) es un deportista británico que compite en ciclismo en las modalidades de pista, especialista en las pruebas de puntuación y scratch, y ruta, perteneciendo al equipo INEOS Grenadiers desde 2019.
Ganó cuatro medallas en el Campeonato Mundial de Ciclismo en Pista, en los años 2010 y 2012.

## Medallero internacional
| Campeonato Mundial | Campeonato Mundial     | Campeonato Mundial | Campeonato Mundial      |
| Año                | Lugar                  | Medalla            | Competición             |
| ------------------ | ---------------------- | ------------------ | ----------------------- |
| 2010               | Ballerup ( Dinamarca)  | Medalla de plata   | Persecución por equipos |
| 2012               | Melbourne ( Australia) | Medalla de oro     | Scratch                 |
| 2012               | Melbourne ( Australia) | Medalla de plata   | Puntuación              |
| 2012               | Melbourne ( Australia) | Medalla de plata   | Madison                 |

## Palmarés

### Pista
2006
- 2.º en Campeonato del Reino Unido Persecución por Equipos

2010
- 2.º en el Campeonato Mundial Persecución por Equipos (haciendo equipo con Steven Burke, Andrew Tennant y  Ed Clancy)

2012
- Campeonato Mundial Scratch 15 km
- 2.º en el Campeonato Mundial Carrera por Puntos
- 2.º en el Campeonato Mundial de Madison (con Geraint Thomas)

### Carretera
| 2007 - 1 etapa del Giro de las Regiones 2008 - 1 etapa del Giro del Valle de Aosta - Coppa della Pace - Coppa G. Romita 2009 - 1 etapa del Vuelta a Gran Bretaña 2010 - Tour de Picardie, más 1 etapa 2011 - 2 etapas del Tour Down Under - 1 etapa de la Vuelta a Castilla y León - 1 etapa del Tour de Romandía - 1 etapa del Tour de California | 2012 - 2 etapas del Tour de Polonia 2013 - 3.º en el Campeonato del Reino Unido Contrarreloj 2014 - 1 etapa de la Settimana Coppi e Bartali - 1 etapa de la Vuelta al País Vasco - 2.º en el Campeonato del Reino Unido en Ruta 2015 - 1 etapa de la Settimana Coppi e Bartali 2019 - Campeonato del Reino Unido en Ruta 2021 - Campeonato del Reino Unido en Ruta |

## Resultados en Grandes Vueltas y Campeonatos del Mundo
| Carrera         | Carrera         | 2009  | 2010 | 2011  | 2012  | 2013 | 2014  | 2015 | 2016 | 2017 | 2018 | 2019 | 2020 | 2021 | 2022 | 2023 | 2024 |
| --------------- | --------------- | ----- | ---- | ----- | ----- | ---- | ----- | ---- | ---- | ---- | ---- | ---- | ---- | ---- | ---- | ---- | ---- |
|                 | Giro de Italia  | 132.º | —    | —     | —     | —    | 113.º | —    | —    | —    | —    | —    | 18.º | —    | 66.º | 61.º | 58.º |
|                 | Tour de Francia | —     | —    | 137.º | —     | —    | —     | —    | —    | 83.º | —    | —    | —    | —    | —    | —    | —    |
|                 | Vuelta a España | —     | Ab.  | —     | 121.º | —    | —     | —    | —    | —    | —    | —    | —    | —    | —    | —    | —    |
| Mundial en Ruta | Mundial en Ruta | Ab.   | —    | —     | 60.º  | —    | 12.º  | 22.º | 49.º | 5.º  | —    | 31.º | —    | Ab.  | 79.º | Ab.  | —    |

| —: No participó | Ab: Abandono |

## Equipos
- Barloworld (08.2007) –como stagiaire–
- Team Katusha (2009)
- Sky (2010-2016)
  - Sky Professional Cycling Team (2010)
  - Sky Procycling (2011-2013)
  - Team Sky (2014-2016)
- UAE Team Emirates (2017-2018)
- Sky/INEOS (2019-)
  - Team Sky (01.2019-04.2019)
  - Team INEOS (05.2019-08.2020)
  - INEOS Grenadiers (08.2020-)